# Feltia jaculifera
Feltia jaculifera là một loài bướm đêm trong họ Noctuidae.